# Ballaya
Ballaya est une ville et une sous-préfecture de Guinée, rattachée à la préfecture de Faranah et la région de Faranah.
Le chef lieu de la sous-préfecture est Ballaya.

## Histoire
Elle est ériger en sous-préfecture le 16 mars 2021,.

## Subdivision administrative
Ballaya est composer de quatre districts.
| Districts  | Secteurs                                      |
| ---------- | --------------------------------------------- |
| Ballaya    | Wara Waya, Hèrèko, Yaraya, Dembaya et Yébendo |
| Siramardou | Saldou et Kondendou                           |
| Konkowa    | Konkowani, Nafadji, Loya et Sembaya           |
| Yarawadou  | Mandou Kissi, Beindou Kissi, Kérédou et Koria |